# Listă de sate din statul Florida

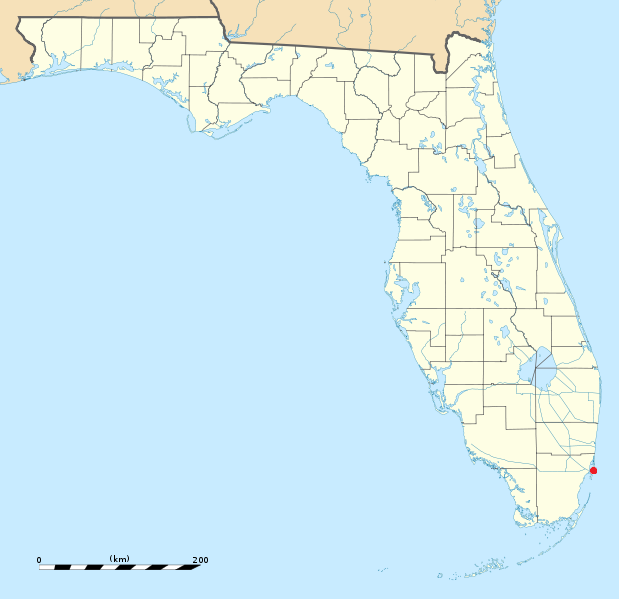
Harta statului
din SUA.

- Această pagină este o listă a satelor (în engleză villages) -- municipalități rurale -- din statul Florida.

În statul Florida, satele (conform, villages) sunt municipalități încorporate (urbane mici dimensiuni sau rurale) de ordin trei.
- Vedeți și Listă de municipalități din statul Florida.
  - Vedeți și Listă de orașe din statul Florida.
  - Vedeți și Listă de târguri din statul Florida.

respectiv
- Vedeți și Listă de comitate din statul Florida.
- Vedeți și Listă de locuri desemnate pentru recensământ din statul Florida.
- Vedeți și Listă de comunități neîncorporate din statul Florida.
- Vedeți și Listă de localități din statul Florida.
- Vedeți și Listă de localități dispărute din statul Florida.
- Vedeți și Listă de rezervații amerindiene din statul Florida.

## B
- Bal Harbour, comitatul Miami-Dade
- Biscayne Park, comitatul Miami-Dade

## E
- El Portal, comitatul Miami-Dade

## G
- Golf, comitatul Palm Beach

## H
- Highland Park, comitatul Polk

## I
- Indian Creek, comitatul Miami-Dade
- Islamorada, comitatul Monroe

## K
- Key Biscayne, comitatul Miami-Dade

## L
- Lazy Lake, comitatul Broward

## M
- Miami Shores, comitatul Miami-Dade

## N
- North Palm Beach, comitatul Palm Beach

## P
- Palm Springs, comitatul Palm Beach
- Palmetto Bay, comitatul Miami-Dade
- Pinecrest, comitatul Miami-Dade

## R
- Royal Palm Beach, comitatul Palm Beach

## S
- Saint Lucie, comitatul Saint Lucie
- Sea Ranch Lakes, comitatul Broward

## T
- Tequesta, comitatul Palm Beach

## V
- Virginia Gardens, comitatul Miami-Dade

## W
- Wellington, comitatul Palm Beach

## Vedeți și
- Borough (Statele Unite ale Americii)
- Cătun (Statele Unite ale Americii)
- Comitat (Statele Unite ale Americii)
- District civil (Statele Unite ale Americii)
- District desemnat (Statele Unite ale Americii)
- District topografic (Statele Unite ale Americii)
- Loc desemnat pentru recensământ (Statele Unite ale Americii)
- Localitate neîncorporată (Statele Unite ale Americii)
- Municipalitate (Statele Unite ale Americii)
- Oraș (Statele Unite ale Americii)
- Precinct (Statele Unite ale Americii)
- Rezervație amerindiană (Statele Unite ale Americii)
- Sat (Statele Unite ale Americii)
- Târg (Statele Unite ale Americii)
- Teritoriu neorganizat (Statele Unite ale Americii)
- Township (Statele Unite ale Americii)
- Zonă metropolitană (Statele Unite ale Americii)
- Zonă micropolitană (Statele Unite ale Americii)

respectiv
- Census county division
- Designated place, a counterpart in the Canadian census
- ZIP Code Tabulation Area

## Alte legături interne
- Categorie:Liste de comitate din Statele Unite ale Americii după stat
- Categorie:Liste de orașe din Statele Unite după stat
- Categorie:Liste de târguri din Statele Unite după stat
- Categorie:Liste de districte civile din Statele Unite după stat
- Categorie:Liste de sate din Statele Unite după stat
- Categorie:Liste de comunități neîncorporate din Statele Unite după stat
- Categorie:Liste de localități dispărute din Statele Unite după stat
- Categorie:Liste de comunități desemnate pentru recensământ din Statele Unite după stat
- Categorie:Liste de rezervații amerindiene din Statele Unite după stat
- Categorie:Liste de zone de teritoriu neorganizat din Statele Unite după stat

respectiv
- Statul Florida
- Liste de orașe din Statele Unite după stat
- Liste de orașe din Statele Unite
- Categorie:Orașe din Statele Unite ale Americii